# Phumin Boers
Phumin Boers (thailändisch ภูมินทร์ วิลเลี่ยม บูรส์; * 15. Januar 2003) ist ein thailändisch-niederländischer Fußballspieler.

## Karriere

### Verein
Phumin Boers erlernte das Fußballspielen in der Jugendmannschaft von Buriram United. Hier unterschrieb er 2022 auch seinen ersten Vertrag. Der Verein aus Buriram spielte in der ersten Liga, der Thai League. Die Saison 2022/23 wurde er an den Drittligisten Prime Bangkok FC ausgeliehen. Mit dem Verein aus der Hauptstadt Bangkok spielte er 19-mal in der Bangkok Metropolitan Region der Liga. Ende Mai 2023 kehrte er nach Buriram zurück. Mitte August 2023 wechselte er ebenfalls auf Leihbasis zum Sham Shui Po SA. Der Verein aus Hongkong spielte in der ersten Liga, der Hong Kong Premier League. Für Sham Shui bestritt er sieben Erstligaspiele. Nach Ende der Ausleihe kehrte er im Dezember 2023 nach Buriram zurück. Im Januar 2024 wurde er an den Erstligisten Khon Kaen United FC verliehen. Bei dem Klub aus Khon Kaen kam er jedoch nicht zum Einsatz. Im Sommer 2024 kehrte Boers nach Buriram zurück. Mit dem U23-Team von Buriram nahm er 2024 an der U23-Meisterschaft teil. Hier belegte man am Ende der Spielzeit den zweiten Tabellenplatz. Im Januar 2025 wechselte er auf Leihbasis zum Zweitligisten Police Tero FC. Für Police bestritt er neun Zweitligaspiele. Der Sisaket United FC lieh Boers im Sommer 2025 aus.

## Erfolge
Buriram United U23
- Thailändischer U23-Vizemeister: 2024